# Liste des partis politiques en Uruguay

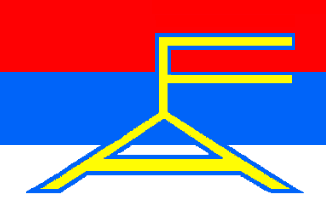
Logotype du Front Large, parti politique de gauche uruguayen.

Les Partis politiques de l'Uruguay se divisent d'abord entre les deux partis traditionnels, le Parti colorado et le Parti national, qui ont dominé la scène politique jusqu'à la victoire du Frente Amplio, coalition organisée de partis de gauche. En raison du mode particulier de scrutin (ley de lemas réformée depuis 1996), chaque liste électorale intègre un parti politique, qui à son tour peut s'allier avec d'autres partis pour former une liste électorale plus large, voire un parti plus large (le Front large est ainsi à la fois une sorte de parti politique, doté de ses propres structures organisées, et une coalition de partis).
Liste des partis actuels :
- Parti colorado (plusieurs tendances: liste 99 (Por el gobierno del pueblo) de Zelmar Michelini et Hugo Batalla, etc.)
- Parti national (plusieurs tendances: herrerisme, Pour la patrie, etc.)
- Frente Amplio (vainqueur des élections de 2004 et de 2009)
  - Espace 609
    - Mouvement de participation populaire (fondé par d'ex-leaders Tupamaros, première force politique du Front large depuis 2004)
    - Parti pour la victoire du peuple (PVP, extrême-gauche)

  - Front Líber Seregni
    - Assemblée Uruguay (Danilo Astori, etc.)
    - Nouvel Espace (Rafael Michelini, etc.)
    - Alliance progressiste (Parti démocrate chrétien, etc.)

  - Parti socialiste (Espace 90)
  - Axe artiguiste (Vertiente Artiguista, centre-gauche; Mariano Arana, etc.)
  - CAP-L (Eleuterio Fernández Huidobro, etc.)
  - Parti communiste (liste 1 001)
  - Mouvement révolutionnaire oriental (MRO) (membre du Frente Amplio jusqu'en 1993)
  - Courant de gauche (extrême-gauche)
  - Parti ouvrier révolutionnaire (POR, trotskyste, aucun élu en 2009)
- Parti indépendant, 4e parti d'Uruguay, deux députés aux élections de 2009
- Assemblée populaire (extrême-gauche, avec Helios Sarthou; aucun élu en 2009)
- Cabildo ouvert (extrême-droite), 4e parti d'Uruguay lors des élections de 2019

Partis anciens :
- Partido Autóctono Negro (es) (1936-44, revendique des droits pour la population noire d'Uruguay, qui forme aujourd'hui environ 9 % de la population totale)